# Магомедов, Али Алиевич (генерал)
Али Алиевич Магомедов (род. 1 августа 1949, с. Верхнее Инхо, Гумбетовский район, Дагестанская АССР, РСФСР, СССР) — советский и российский деятель органов внутренних дел и органов безопасности. Генерал-майор милиции (2010).

## Биография
Родился 1 августа 1949 в селе Верхнее Инхо Гумбетовского района Дагестанской АССР.
В 1973 окончил Дагестанский государственный педагогический институт. После окончания института два года работал учителем средней школы в селе Нижнее Инхо Гумбетовского района Дагестанской АССР.
В 1975 был переведён на комсомольскую работу и назначен вторым секретарём Гумбетовского райкома ВЛКСМ. В конце 1970-х направлен в органы КГБ СССР.
С 1977, после окончания Высших курсов КГБ СССР, по 2008 — сотрудник органов государственной безопасности (КГБ СССР, ФСБ РФ).
В 2008 уволен со службы и назначен советником Президента Республики Дагестан и одновременно ответственным секретарём Республиканской антитеррористической комиссии.
С 2008 по 2009 — секретарь Совета Безопасности Республики Дагестан.
С 16 июля 2009 по 11 августа 2010 — министр внутренних дел по Республике Дагестан.
16 июля 2010 указом президента Российской Федерации присвоено звание генерал-майора милиции.

## Критика
11 августа 2010 Президент Республики Дагестан Магомедсалам Магомедов при объявлении о смене министра заявил:

«… неэффективность работы ведомства, всплеск террористической активности… Раскрываемость преступлений террористической направленности сократилась на треть, от действий экстремистов пострадали с начала года 300 человек, а число сотрудников правоохранительных органов, погибших за это время, выросло вдвое».
Наблюдатели высказывались о его снятии с должности:

«Единственное обвинение, которое нельзя выдвинуть в его адрес — это коррупция… остальное, включая некомпетентность и слабость — вполне справедливо».— Юлия Латынина

«Одной из претензий к нему [Али Магомедову] могла быть интеллигентность, граничащая с нерешительностью».— Надира Исаева
Также отмечалась связь Али Магомедова с мэром Хасавюрта Сайгидпашой Умахановым.

## Награды
- Медали и нагрудные знаки ФСБ России
- Медаль «За отвагу» (1996)